# Feodor Lynen
Feodor Felix Konrad Lynen (6. dubna 1911 Mnichov – 6. srpna 1979 Mnichov) byl německý biochemik. Spolu s Konradem Blochem získali v roce 1964 Nobelovu cenu za fyziologii a lékařství za objev mechanismu a regulace látkové přeměny cholesterolu a mastných kyselin.

## Rodina
Feodor Lynen byl ženat s Evou Wielandovou, dcerou svého profesora Heinricha Wielanda.

## Ocenění
výběr
- 1955: Liebigova medaile, udělovaná Gesellschaft Deutscher Chemiker
- 1963: medaile Otto Warburga
- 1964: společně s Konradem Blochem Nobelova cenu za fyziologii a lékařství
- 1965: Velkokříž Záslužného řádu Spolkové republiky Německo
- 1965: čestné občanství města Starnberg
- 1967: medaile Wilhelma Normanna udělovaná Deutsche Gesellschaft für Fettwissenschaft[3]
- 1971: Pour le Mérite za vědu a umění
- 1973: Čestný odznak Za vědu a umění
- 1978: čestný doktorát Universität Regensburg